# Oberst-Herrmann-Kaserne
Die Oberst-Herrmann-Kaserne ist eine Kaserne der Bundeswehr in Eutin, Schleswig-Holstein, die bis zum 12. August 2021 den Namen Rettberg-Kaserne trug.

## Geschichte

### Vorgeschichte der Garnison

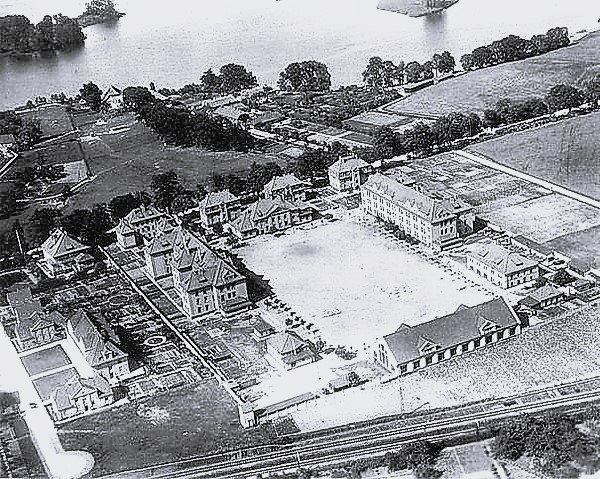
Rettberg-Kaserne 1915

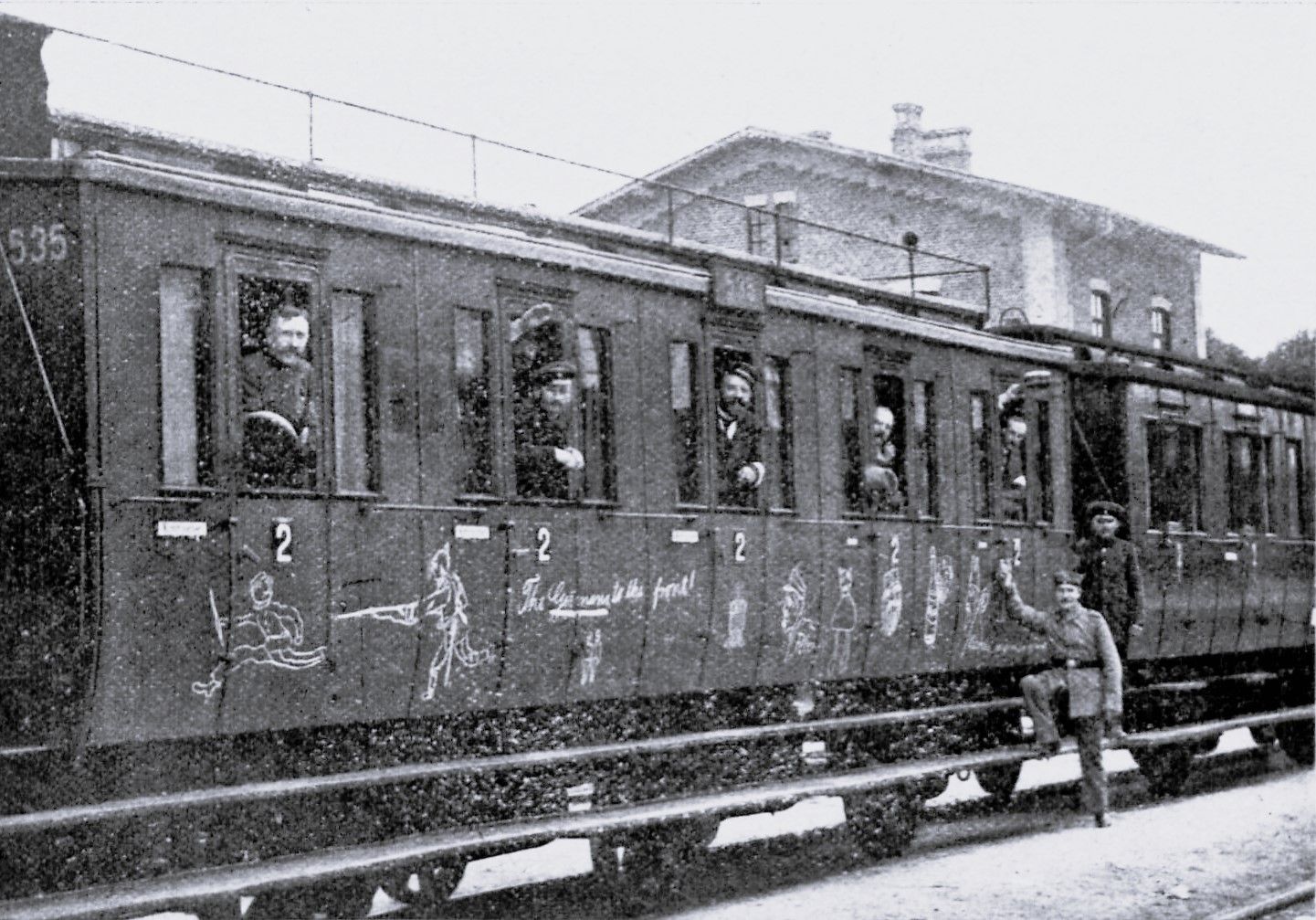
Das Offizierskorps der 162er rückt von Eutin ins Kriegslager aus

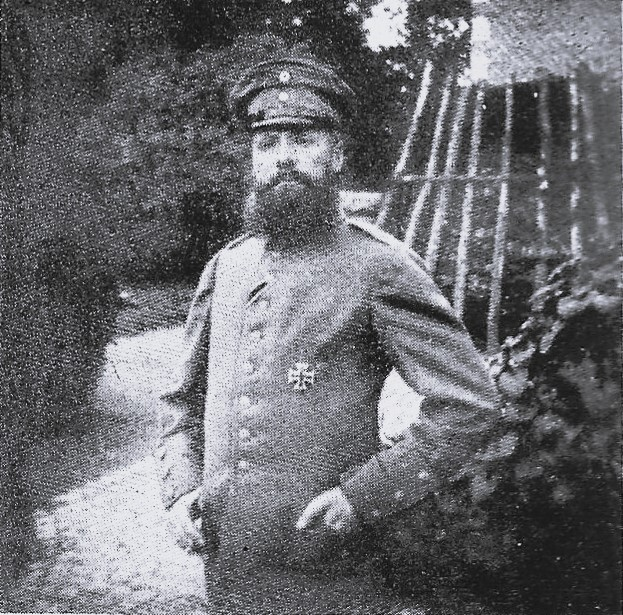
Der ehemalige Namensgeber Karl von Rettberg im Feld

Ab 20. April 1831 wurden erstmals Soldaten in Eutin mit der 2. Reservekompanie des 1. Oldenburgischen Linienregiments in Ausführung des Wehrgesetzes von 1821 stationiert. Zunächst handelte es sich um 29 Mann, die in Bürgerquartieren untergebracht wurden. Später wurden drei Sammellager eingerichtet. Schließlich erfolgte die Belegung eines Gebäudes in der Plöner Straße 19 als erste Kaserne Eutins mit einer Infanterieabteilung zwischen 1851 und 1867. Da ab 1. Oktober 1867 die militärische Ausbildung in anderenorts beheimateten preußischen Einheiten durchgeführt wurde, verlor Eutin das Militär. Die Bemühungen, wieder Garnison zu werden, führten zu einer Petition von 290 Bürgern, die in der Ratsversammlung am 6. März 1882 verhandelt wurde, sowie zu einer Eingabe an die großherzogliche Regierung am 24. Juli 1908. Am 22. Februar 1913 gründete sich ein „Komitee für die Bestrebungen zur Verlegung einer Garnison nach Eutin“, dessen Eingabe an den Großherzog am 7. März 1913 an das Kriegsministerium in Berlin weitergeleitet wurde. Angeboten wurden ein Schulhaus, ein Lagerhaus, ein ehemaliges Fabrikgebäude, ein Armenhaus und eine Villa für die Unterbringung eines Bataillons. Doch das Reichskriegsministerium forderte am 7. April 1913 nach Ortsterminen einen Bauplatz für die Neuerrichtung einer Kaserne. Am 26. Juni 1913 gab die Regierung ihre Zustimmung und schloss am 25. August 1913 einen Vertrag mit der Stadt zur Unterbringung des III. Bataillon (1913) des Infanterie-Regiments „Lübeck“ (3. Hanseatisches) Nr. 162 sowie Bereitstellung von 3,5 Hektar Fläche für Kasernenbauten, 0,5 Hektar für ein Garnison-Lazarett, 0,25 Hektar für eine Militärbadeanstalt, 50 Hektar für einen Exerzierplatz und 2 Hektar für Schießstände.

### Bau, Erster Weltkrieg und Weimarer Republik
Am 1. Oktober 1913 zog das III./Infanterieregiment 162 in Eutin ein und belegte Ausweichquartiere. Der Kasernenneubau an der Oldenburger Landstraße startete noch im selben Jahr. Doch durch den Ausbruch des Ersten Weltkriegs verlegte das Bataillon im August 1914 an die Front und konnte nicht mehr die Kaserne, die 1915 fertiggestellt wurde, beziehen.
Am 4. Oktober 1915 wurde die Kaserne stattdessen Standort einer Militär-Vorbereitungsanstalt, die bis 1916 hier verblieb. Es folgte ein Landsturmbataillon. Ende 1917 kamen 500 belgische, französische und englische Gefangene in die Anlage.
Nach dem Ersten Weltkrieg war hier zuerst das Freiwilligen-Bataillon (162) stationiert, welches ab März 1919 Otto Dziobek kommandierte. Auf Anregung von Major Karl von Rettberg verfasste dieser die Geschichte des Infanterie-Regiments Lübeck (3. Hanseatisches) Nr. 162 zu deren 25. Stiftungstag.
Mit Bildung des Übergangsheeres wurde im Oktober 1919 das II. Bataillon des Hamburger Reichswehr-Schützenregiments 18 in Lübeck und Eutin stationiert. Im Mai 1920 entstand hieraus das II./Reichswehr-Infanterieregiment 17 des Übergangsheeres, das in Eutin und Lübeck beheimatet blieb. Mit Einnahme der endgültigen Struktur wurde hieraus das II./Infanterie-Regiment 6, das mit zwei Kompanien in Eutin lag.

### NS-Staat und Zweiter Weltkrieg
Zur Vorbereitung der Aufrüstung der Wehrmacht wuchsen die beiden in Eutin stationierten Kompanien (6. und 7.) des II./Infanterieregiment 6 ab 1. Oktober 1934 zu einem Bataillon auf. Es handelte sich dabei zunächst um das II./Infanterieregiment Neumünster, das jedoch zum 15. Oktober 1935 in Infanterieregiment 46 umbenannt wurde. Am 1. April 1937 erfolgte eine weitere Namensänderung zum I./Infanterieregiment 6. Vor Beginn des Zweiten Weltkriegs verlegte das Bataillon für den Überfall auf Polen mit der 30. Infanteriedivision nach Schlesien.
Der NS-Staat erweiterte die Kaserne. Am 4. Dezember 1938 erhielt die Truppenunterkunft ihren Namen nach Oberst Karl von Rettberg.
Am 1. April 1938 eröffnete in der Kaserne die Heeresunteroffizierschule für Infanterie Eutin. Sie unterbrach ihre Ausbildung im Oktober 1939. Ab Sommer 1941 nahm sie den Lehrbetrieb wieder auf. Sie bestand aus 4 Kompanien. Noch 1945 wurde die Einrichtung als „Bataillon Eutin“ dem Festungskommandanten von Schneidemühl unterstellt und gegen die heranrückenden sowjetischen Truppen eingesetzt.

### Britische Besatzung und zivile Zwischennutzung 1945–1961

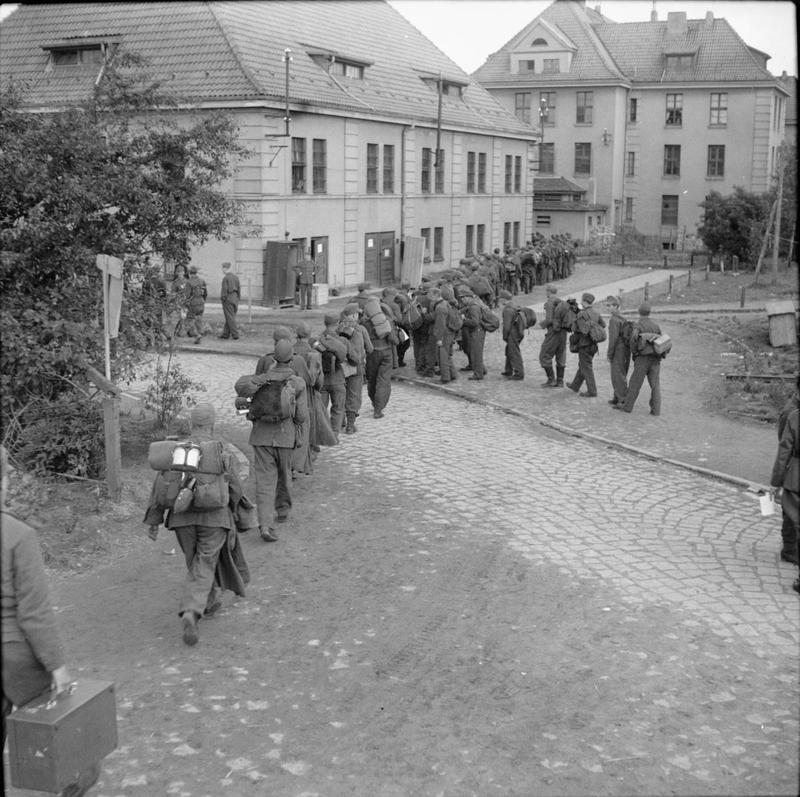
Überprüfung und Entlassung der deutschen Soldaten nach dem Kriegsende in Eutin

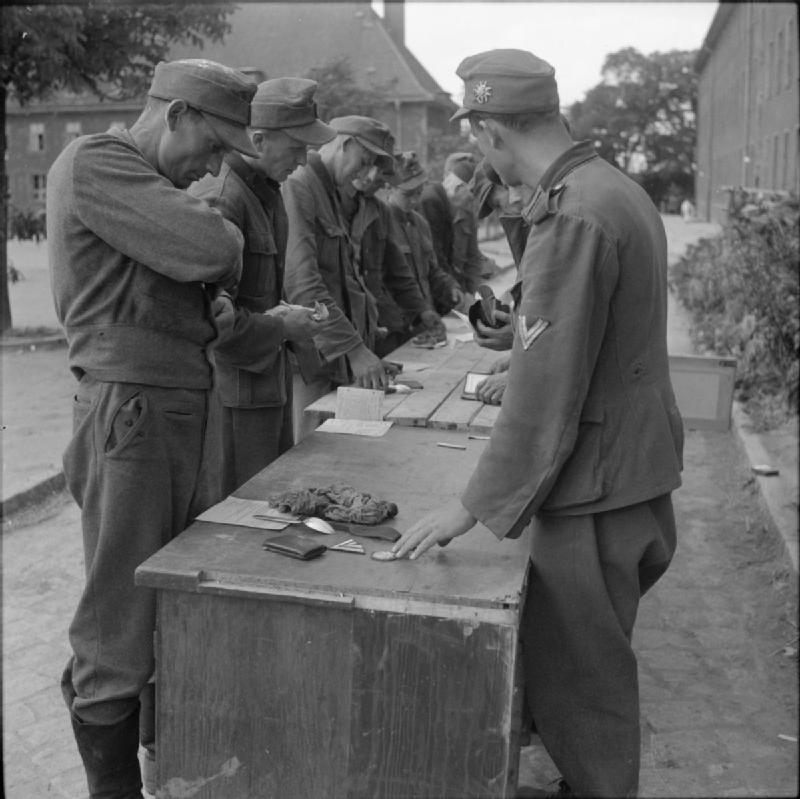
Abgabe von Hoheitszeichen und Dokumenten

Nach Ende des Zweiten Weltkriegs richteten britische Truppen in der Kaserne (Eutin Barracks) die Disbandment Control Unit 14 ein, die der Überprüfung und Entlassung ehemaliger deutscher Wehrmachtssoldaten im Rahmen der Operation Barleycorn diente.
Ab 1947 wurde in der Rettberg-Kaserne ein Lager für Displaced Persons eingerichtet, in dem etwa 130 Ausländer untergebracht waren. Darüber hinaus befanden sich in der Anlage 337 deutsche Flüchtlinge. Insgesamt wurden 161 Wohnungen geschaffen.
Darüber hinaus folgte schrittweise eine zivile Nutzung des Areals: eine Berufsschule, das Arbeitsamt und das Zollamt wurden in der ehemaligen Kaserne untergebracht. Zudem hielten gewerbliche Nutzungen, etwa durch einen Omnibusbetrieb, durch eine Druckerei und eine Schuhmacherei sowie Lagerräume für Handelsunternehmen Einzug.

### Bundeswehr

Wappen Aufklärungsbataillon 6 „Holstein“

Bereits kurz nach der Bildung des Amtes Blank bemühte sich der damalige Bürgermeister von Eutin um die Stationierung von Truppen und reiste am 24. April 1953 nach Bonn, um das Interesse der Stadt hieran zu bekunden. Am 28. September 1956 begehrte das Bundesverteidigungsministerium die Beräumung der alten Rettberg-Kaserne. Die Kosten für die Freimachung wurden im Dezember 1956 auf 13 Millionen DM und für erforderliche Neubauten auf 17 Millionen DM geschätzt. 1959 stand zwar bereits fest, dass das Aufklärungsbataillon 6 der 6. Panzergrenadierdivision nach Eutin ziehen würde. Die Sanierung und der Ausbau der Kasernenanlage dauerten jedoch noch an. Es wurden bis 1961 drei neue Unterkunftsgebäude, ein Sanitätsbereich, ein Heizwerk und ein Wirtschaftsgebäude errichtet.  Am 11. April 1961 bezog das Bataillon die Garnison.
Folgende Stäbe, Verbände, Einheiten und Dienststellen der Bundeswehr waren bzw. sind in der Kaserne stationiert:
| Einheit                                                                             | Stationierung ab  | Herkunft | Stationierung bis  | Verbleib |
| ----------------------------------------------------------------------------------- | ----------------- | --- | ------------------ | --- |
| Panzeraufklärungsbataillon 6                                                        | 11. April 1961    | verlegt nach Aufstellung zum 1. Oktober 1958 aus der am 1. Juni 1958 gebildeten Panzeraufklärungskompanie 6 in Lingen, Scharnhorst-Kaserne, und Zwischenstationierung am 6. April 1959 nach Boostedt, spätere Rantzau-Kaserne (mit Stab, 2. und 3. Kompanie), und Neumünster, Scholtz-Kaserne (1. Kompanie) | 31. März 2008      | in Aufklärungsbataillon 6 umbenannt                                                                                               |
| Ausbildungskompanie 11/6                                                            | 1. September 1961 | neu aufgestellt | 31. März 1970      | aufgelöst |
| Panzerpionierkompanie 180                                                           | 20. Dezember 1962 | verlegt nach Aufstellung am 1. März 1959 in Plön, Fünf-Seen-Kaserne | 10. November 1969  | verlegt nach Boostedt, Rantzau-Kaserne; weiterverlegt im Januar 1973 nach Lübeck, Trave-Kaserne, dort zum 31. März 1993 aufgelöst |
| Radarzug 6                                                                          | 1963              | neu aufgestellt | 1. April 1980      | Eingliederung in Panzeraufklärungsbataillon 6                                                                                     |
| Verteidigungsbezirkskommando 12                                                     | 1963              | neu aufgestellt | 30. September 1998 | aufgelöst |
| Zahnstation H 018/1                                                                 | 1. November 1965  | neu aufgestellt | 30. September 1972 | umgegliedert zur Zahnstation (Terr) H 111                                                                                         |
| ABC-Abwehrzug 180                                                                   | 1. Februar 1966   | verlegt nach Aufstellung 1963 in Plön, Fünf-Seen-Kaserne | 1968               | in ABC-Abwehrkompanie 180 umgegliedert                                                                                            |
| ABC-Abwehrkompanie 180                                                              | 1968              | aus ABC-Abwehrzug 180 | 31. März 1971      | in ABC-Abwehrkompanie 6 umbenannt                                                                                                 |
| Heimatschutzkommando 13                                                             | 1. April 1970     | neu aufgestellt | 31. März 1981      | in Heimatschutzbrigade 51 umbenannt                                                                                               |
| Evangelischer Standortpfarrer Eutin                                                 | 1. März 1971      | neu aufgestellt | 30. Juni 2006      | aufgelöst |
| ABC-Abwehrkompanie 6                                                                | 1. April 1971     | aus ABC-Abwehrkompanie 180 | 1. April 1972      | verlegt in die Dithmarsen-Kaserne nach Albersdorf, dort zum 31. März 1993 aufgelöst                                               |
| Jägerbataillon 714 (na)                                                             | 1971              | neu aufgestellt | 1987               | in Jägerbataillon 813 (na) umbenannt                                                                                              |
| Materialausstattung Sanitätsbereich 11/23                                           | 1. Juli 1972      | neu aufgestellt | 30. Juni 1997      | aufgelöst |
| Zahnstation (Terr) H 111                                                            | 1. Oktober 1972   | aus Zahnstation H 018/1 | 31. März 1981      | umgegliedert zur Zahnarztgruppe 108/2                                                                                             |
| Panzeraufklärungsausbildungskompanie 3/6                                            | 1. April 1980     | neu aufgestellt | 30. Juni 1993      | aufgelöst |
| Heimatschutzbrigade 51                                                              | 1. April 1981     | aus Heimatschutzkommando 13 | 30. September 1993 | aufgelöst |
| Zahnarztgruppe 108/2                                                                | 1. April 1981     | aus Zahnstation (Terr) H 111 | 31. Dezember 1999  | aufgelöst |
| Kasernenfeldwebel mit Standortaufgaben Eutin                                        | 1. April 1981     | neu aufgestellt | 30. September 1994 | aufgelöst |
| Brigadespähzug 16                                                                   | 1. April 1982     | nach Aufstellung am 1. Oktober 1979 aus Panzerspähzug 160 und Unterstellung unter Stabskompanie Panzergrenadierbrigade 16 herausgelöst und als 3. Zug der 2./Panzeraufklärungsbataillon 6 im Frieden integriert                                                                                             |                    | aufgelöst |
| Brigadespähzug 17                                                                   | 1. April 1982     | nach Aufstellung am 1. Oktober 1979 aus Panzerspähzug 170 und Unterstellung unter Stabskompanie Panzergrenadierbrigade 17 herausgelöst und als 3. Zug der 3./Panzeraufklärungsbataillon 6 im Frieden integriert                                                                                             |                    | aufgelöst |
| Brigadespähzug 18                                                                   | 1. April 1982     | nach Aufstellung am 1. Oktober 1979 aus Panzerspähzug 180 und Unterstellung unter Stabskompanie Panzerbrigade 18 herausgelöst und als 3. Zug der 4./Panzeraufklärungsbataillon 6 im Frieden integriert | 1993               | aufgelöst; bisherige 5./Panzeraufklärungsbataillon 6 wird Panzeraufklärungskompanie 180 (nichtaktiv)                              |
| ABC-Abwehrkompanie 510 (GerEinh)                                                    | 1. April 1983     | neu aufgestellt | 30. September 1992 | aufgelöst |
| Standortfernmeldeanlage 120/122                                                     |                   | neu aufgestellt |                    | aufgelöst |
| Wallmeistertrupp 114/3                                                              |                   | neu aufgestellt |                    | aufgelöst |
| Fahrschulgruppe Eutin                                                               | 1986              | neu aufgestellt | 31. März 1994      | eingegliedert in das Kraftfahrausbildungszentrum Eutin                                                                            |
| Jägerbataillon 813 (na)                                                             | 1987              | aus Jägerbataillon 714 (na) | 1992               | in Heimatschutzbataillon 813 (na) umbenannt                                                                                       |
| Heimatschutzbataillon 813 (na)                                                      | 1992              | aus Jägerbataillon 813 (na) | März 2010          | aufgelöst |
| Panzeraufklärungskompanie 70                                                        | 1. April 1993     | neu aufgestellt aus 4./Panzeraufklärungsbataillon 6 | 13. Juni 2008      | aufgelöst |
| Fernmeldeausbildungskompanie 1/6                                                    | 1. April 1993     | verlegt nach Aufstellung am 1. Oktober 1979 aus der Fernmeldeausbildungskompanie 4/6 in Neumünster, Hindenburg-Kaserne | 1. Oktober 1993    | zur 3./Führungsunterstützungsregiment 10 umgegliedert                                                                             |
| Panzeraufklärungskompanie 180 (GerEinh)                                             | 1. April 1993     | aus 5./Panzeraufklärungsbataillon 6 | 31. Dezember 2008  | aufgelöst |
| 3./Führungsunterstützungsregiment 10                                                | 1. Oktober 1993   | aus Fernmeldeausbildungskompanie 1/6 |                    | aufgelöst (Außerdienststellung Führungsunterstützungsregiment 10: 31. Dezember 2002)                                              |
| Kraftfahrausbildungszentrum Eutin                                                   | 1. April 1994     | aus Fahrschulgruppe Eutin | heute              | |
| Standortfeldwebel Eutin                                                             | 1. Oktober 1994   | neu aufgestellt | 31. März 1999      | aufgelöst |
| Unterstützungspersonal Standortältester Eutin                                       | 1. Oktober 1994   | neu aufgestellt | heute              | |
| Panzeraufklärungskompanie 410 (GerEinh)                                             | 1. April 1997     | verlegt nach Aufstellung am 1. Oktober 1991 in Lehnin und Umwandlung in Geräteeinheit | 30. Juni 2003      | aufgelöst |
| Panzeraufklärungskompanie 400                                                       | 5. August 2002    | nach Aufstellung am 1. April 1997 in Lüneburg, Theodor-Körner-Kaserne, verlegt | 13. Juni 2008      | aufgelöst |
| Feldnachrichtenzug 14                                                               | 14. Juli 2003     | neu aufgestellt | 30. September 2008 | aufgelöst und in 4./Aufklärungsbataillon 6 eingegliedert                                                                          |
| Sanitätszentrum Plön – Teileinheiten Eutin                                          | 1. Juli 2004      | neu aufgestellt | 30. September 2015 | aufgelöst |
| Heeresinstandsetzungslogistik Stützpunkt Eutin                                      | 1. August 2006    | neu aufgestellt | heute              | |
| Landeskommando Schleswig-Holstein – Teile Eutin                                     | 1. Januar 2007    | neu aufgestellt | 31. Januar 2013    | aufgelöst |
| Wehrbereichskommando I – Jugendoffizier Eutin                                       | 1. Januar 2007    | neu aufgestellt | 31. Januar 2013    | aufgelöst |
| Aufklärungsbataillon 6                                                              | 1. April 2008     | aus Panzeraufklärungsbataillon 6 | heute              | |
| BWI Informationstechnik GmbH                                                        | 1. Dezember 2008  | neu gebildet | heute              | |
| Freiwillige Reservistenarbeit Eutin                                                 | 1. Februar 2013   | neu aufgestellt | heute              | |
| Wallmeistertrupp Eutin                                                              | 1. Februar 2013   | neu aufgestellt | heute              | |
| Regionale Sicherungs- und Unterstützungskompanie Holstein (Ergänzungstruppenteil 2) | 1. April 2013     | neu aufgestellt | 31. Juli 2021      | in Heimatschutzkompanie Holstein (Ergänzungstruppenteil 2) umgegliedert                                                           |
| Evangelisches Militärpfarramt Eutin                                                 | 1. April 2015     | neu aufgestellt | heute              | |
| Beratungsbüro Eutin Teile Karriere- und Beratungsbüro                               | 1. Juli 2019      | neu aufgestellt | 30. September 2021 | aufgelöst |
| Karriereberatungsbüro Eutin                                                         | 1. Juli 2019      | neu aufgestellt | heute              | |
| Heimatschutzkompanie Holstein (Ergänzungstruppenteil 2)                             | 1. August 2021    | aus Regionale Sicherungs- und Unterstützungskompanie Holstein (Ergänzungstruppenteil 2) | heute              | |

Am 17. November 1997 wurde ein Familienbetreuungszentrum für die Angehörigen der im Ausland stationierten Soldaten in der Kaserne eröffnet. Der Schießsimulator Hand- und Panzerabwehrwaffen wurde im September 1999 in Betrieb genommen. 2003 wurde die Sporthalle durch einen sanitären Anbau erweitert. 2008 folgte ein neues Wirtschaftsgebäude.
30 Millionen Euro flossen Ende der 2010er Jahre in die Kasernenanlage, so etwa in die Errichtung eines neuen Unterkunftsgebäudes.
Im August 2021 wurde die Kaserne auf Antrag von Heeresinspekteur Alfons Mais in Oberst-Herrmann-Kaserne umbenannt, da der bisherige Namensgeber Karl von Rettberg mit der Anordnung von Kriegsverbrechen in Belgien während des Ersten Weltkrieges in Verbindung gebracht wird. Auch der neue Name der Kaserne blieb in der Öffentlichkeit nicht ohne Kritik, da Oberst Werner Herrmann (1917–2002), ab 1961 erster Standortkommandeur in Eutin, zuvor Mitglied der HJ, SA und im Zweiten Weltkrieg Offizier der Wehrmacht war.
Im Jahr 2025 wurden Pläne veröffentlicht, dass Oberst-Herrmann-Kaserne umfassend für 185 Mio. Euro modernisiert werden soll; geplant sind 26 Baumaßnahmen und 22 Hektar Erweiterungsfläche.